# Dystrykt Awaran
Dystrykt Awaran (urdu/beludżi: ضِلع آواران) – dystrykt w południowo-zachodnim Pakistanie w prowincji Beludżystan. W 1998 roku liczył 118 173 mieszkańców (z czego 52,56% stanowili mężczyźni) i obejmował 21 735 gospodarstw domowych. Siedzibą administracyjną dystryktu jest Awaran.